# Wiszanski
Wiszanski (biał. Вішанскі; ros. Вишенский, Wiszenskij) – osiedle na Białorusi, w obwodzie homelskim, w rejonie homelskim, w sielsowiecie Jaromina. Od wschodu graniczy z eksklawą Homla.